# East Hartford (Anglia)
East Hartford – osada w Anglii, w hrabstwie Northumberland, w civil parish Seaton Valley. Leży 10 km od miasta Morpeth. W 1931 roku civil parish liczyła 1421 mieszkańców.